# Tonje Nøstvold
Tonje Nøstvold (ur. 7 maja 1985 roku w Stavanger), norweska piłkarka ręczna, reprezentantka kraju, rozgrywająca.
Gra na pozycji rozgrywającej. Obecnie występuje w GuldBageren Ligaen, w drużynie FC Midtjylland Håndbold.
Podczas Igrzysk Olimpijskich 2008 w Pekinie zdobyła mistrzostwo olimpijskie.

## Sukcesy

### reprezentacyjne
- 2006:  mistrzostwo Europy
- 2007:  wicemistrzostwo Świata
- 2008:  mistrzostwo olimpijskie
- 2008:  mistrzostwo Europy
- 2009:  brązowy medal mistrzostw Świata
- 2010:  mistrzostwo Europy
- 2011:  mistrzostwo Świata
- 2012:  mistrzostwo olimpijskie

### klubowe
- 2003:  brązowy medal Mistrzostw Norwegii
- 2007:  wicemistrzostwo Norwegii
- 2007, 2011:  puchar EHF
- 2011:  mistrzostwo Danii